# 금속공학
금속공학(金屬工學), 또는 야금학(冶金學,metallurgy)은 재료 공학의 한 분야이지만 특히 금속의 물리적 화학적 성질에 대한 평가나 새로운 금속의 연구 개발을 실시하는 학문이다.본래는 광석에서 유용한 금속을 채취 정제·가공하여 여러 가지 목적에 따른 실용 가능한 금속 재료·합금을 제조하는 이른바 야금을 범위로 하는 학문이며, 야금학의 이름도 여기에서 딴 것이다.

## 개요
역사적으로 금속공학은 인류가 구리를 제련하면서부터 시작되었다고 할 수 있다. 인간이 금속을 발견한 것은 우연이라고 알려져 있으나 여기에 대해서는 여러 가지 가설이 많다. 금속공학은 현대에 이르러서는 여러 분야로 파생되고 또 물리학이나 화학 등과 같은 다른 학문 분야와 여러 분야에서 비슷한 개념들을 사용하게 되어 엄밀히 따지면 재료공학의 한 부분으로 생각할 수도 있으나, 실제로는 그 반대로 재료공학에서 사용하는 상당수의 논리 체계는 전통적인 금속공학에서 차용한 것들이 대다수를 차지하고 있어 흔히 금속·재료공학이라고 많이 표현한다.
재료를 구분하는 방법은 관점에 따라서 다르지만, 크게 무기 재료(금속/세라믹)와 유기 재료(플라스틱 등의 고분자 재료)로 구분할 수 있다.

## 같이 보기
- 회취법
- 금박
- 광업